# Château de Montmélian (Samoreau)
Pour les articles homonymes, voir Château de Montmélian.
Le château de Montmélian est une demeure située à Samoreau, en France.

## Situation et accès
L’édifice est situé au sud de Samoreau, à l'ouest de la forêt domaniale de Champagne, en son sein, et sur la rive droite de la Seine. Plus largement, il se trouve dans le département de Seine-et-Marne, en région Île-de-France.

## Histoire
L'histoire du domaine, qui jadis était aussi orthgraphié Montméliant ou encore Montmeillant, est longtemps jointe à celle de son voisin, le domaine des Pressoirs du Roy. La famille de Béringhen possède le domaine pendant la plus grande partie du XVIIe siècle et c'est de Marie-Henriette de Béringhen, veuve de François-Pierre de Varennes que Le Reboullet, trésorier des comtes de Toulouse et de Penthièvre, en fait l'acquisition. Il est alors déjà possesseur des Pressoirs du Roy, mais a du mal à gérer ces domaines avec les procès l'opposant en 1733-1734 à son voisin, le seigneur de Montaigu, J.-E. Gitton. Ses créanciers saisissent ses terres en 1750 et sur vente judiciaire, le nouveau possesseur est Gaspard Boniface de Castellane, mestre de camp au régiment de Penthièvre. Après sa mort, advenue en 1769, sa fille et héritière apporte les deux domaines à son mari Adrien Philippe Joseph Ghislain, prince de Berghes, Saint Winoch en Brabant, colonel au régiment de Beaujolais. Celui-ci est tué en duel en 1773, dans le parc de son château par le marquis de Châteaubrun et, comme le duel entraîne la confiscation des biens, Montmélian et les Pressoirs du Roy sont, par ordre du souverain, réunis à la capitainerie des chasses de Fontainebleau. La fille de la princesse, qui a épousé son cousin le vicomte de Castellanne, réussit en 1778 à fléchir la rigueur du roi Louis XVI. Elle rentre en possession des deux domaines, mais seulement à titre viager, sous la réserve formelle qu'après sa mort, ils fassent retour à la couronne. Cette réserve est brisée sous la Révolution et la princesse, restée veuve, s'installe aux Pressoirs, cédant Montmélian par échange à Nicolas Aubry. Les héritiers de celui-ci ne conservent pas de domaine, qui passe successivement à Pierre Larpenteur, à Gaspard Francoz (1807), au comte de Taversy, à la famille Destors (1878), puis à la famille Cossé vers la fin du XIXe siècle avant que celle-ci ne le mette en vente en 1922.

## Structure
Le domaine s'étend du 30 hectares. Le château renferme entre autres un sous-sol, dans lequel sont présents en 1912 le calorifère ainsi que trois orangers.